# John X. Merriman
Pour les articles homonymes, voir Merriman.
John Xavier Merriman {né le 15 mars 1841 et mort le 1er août 1926) est un homme politique Sud-Africain, né au Royaume-Uni, membre du parlement de la colonie du Cap (1869-1910) puis de l'union d'Afrique du Sud (1910-1924), commissaire des travaux publics de la colonie du Cap (1875-1878 et 1881-1884) et dernier premier ministre de la colonie du Cap de 1908 à 1910 avant la transformation de la colonie en province du Cap lors de la constitution de l'union d'Afrique du Sud en 1910.

## Origines
John Xavier Merriman est né en 1841 dans le Somerset en Angleterre. Fils de Nathaniel James Merriman (futur archevêque anglican de Grahamstown) et de Julia Potter, la famille émigre dans la colonie du Cap en 1849. 
John Xavier Merriman effectue ses études au collège diocésain de Rondebosch au Cap puis au collège Radley en Angleterre.

## Carrière politique
Il exerce divers métiers en Afrique du Sud avant de commencer une carrière politique en 1869 alors que la colonie du Cap est en phase de transition vers l'établissement d'un gouvernement représentatif. Il est ainsi élu au parlement de la colonie du Cap, d'abord comme député de la circonscription du Namaqualand, puis de celle de Wodehouse et enfin de celle de Victoria West. De sensibilité proche des Whigs britanniques, il se fait le défenseur des libertés individuelles et le chantre des droits des indigènes. 
En 1872, la colonie du Cap se voit attribuer le droit de se gérer elle-même et constitue son premier gouvernement autonome. 
Trois ans plus tard, en 1875, Merriman intègre le cabinet du premier ministre John Molteno en tant que commissaire des travaux publics. Lorsqu'en 1877 éclate une nouvelle guerre cafre, il se comporte comme le secrétaire à la guerre et se heurte au gouverneur, Henry Bartle Frere, qui se plaint des interférences de Merriman et qu'il accuse de singer Gambetta. Bien que soutenu par Molteno, Merriman doit quitter le gouvernement en février 1878. 
Dès 1881, il est cependant de nouveau commissaire des travaux publics dans le gouvernement de Thomas Scanlen. Le refus du ministère Scanlen de laisser la république sud-africaine du Transvaal s'emparer du Bechuanaland provoque la chute du gouvernement en 1884 alors que Merriman accuse l'Afrikaner Bond, le mouvement majoritaire des Afrikaners du Cap de vouloir donner le pouvoir suprême aux Boers du Transvaal. 
De 1890 à 1893, il est trésorier-général sous le mandat de Cecil Rhodes avec qui il rompt peu après le raid Jameson de 1895. 
Peu de temps après, il devient un opposant déclaré aux grands intérêts miniers et à la politique britannique impérialiste sur l'Afrique australe défendue par Rhodes. Merriman reçoit alors le soutien de l'Afrikaner Bond dirigé par Jan Hofmeyr.
Merriman est membre de la commission du Cap chargé de l'enquête sur le raid raté de Leander Starr Jameson sur le Transvaal. Il en rédige les conclusions accablantes pour les partisans de Rhodes. 
De 1898 à 1900, Merriman est de nouveau trésorier-général dans le ministère cette fois de W.P. Schreiner. Il tente sans succès d'éviter le conflit qui va déboucher sur la seconde guerre des Boers.

### Premier ministre de la colonie du Cap

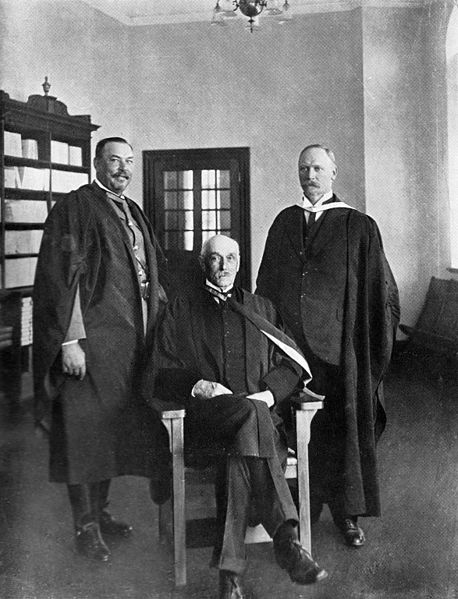
Louis Botha, John X. Merriman et Jan Smuts, les 3 principaux pères fondateurs de l'Afrique du Sud lors de la convention nationale de 1908-1909

En janvier 1908, l'anglophile South African Party, dirigé par Merriman remporte les élections de la colonie du Cap avec son allié de l'Afrikaner Bond. John Merriman devient alors le nouveau Premier ministre en janvier 1908 succédant ainsi à Leander Starr Jameson. 
En avril 1908, Merriman obtient également une nette majorité à l'assemblée législative de la colonie avec l'élection de 69 députés du South African party, 33 Unionistes (anciens progressistes) et 5 Indépendants dont l'ancien Premier ministre de la colonie, John Gordon Sprigg. 
Pour parer aux problèmes financiers et budgétaires, Merriman propose une politique d'austérité impopulaire avec une baisse des salaires des fonctionnaires et l'augmentation des impôts. 
L'Union, préconisée par Jameson en 1907 avec les colonies boers du Transvaal et d'Orange, redevient alors d'actualité pour résoudre les problèmes financiers et elle est alors approuvée par le parlement du Cap. 

### Membre du parlement de l'Union sud-africaine
En 1910, l'Union sud-africaine devient une réalité politique mettant fin aux différentes administrations coloniales dont celle de Merriman. Ce dernier s'attend à devenir le premier ministère du nouveau dominion mais la fonction est proposée au général boer, Louis Botha. Merriman, déçu, décline l'offre qui lui est faite d'entrer dans le cabinet.
Il continue à représenter la circonscription de Victoria West au parlement puis celle de Stellenbosch. 
Merriman est l'un des rares élus à s'opposer au Native Land Act en 1913 qui introduist une législation ségrégationniste en limitant les droits de propriétés des indigènes africains. 
John X. Merriman est décédé à Stellenbosch en 1926.